# Fußball-Weltmeisterschaft 1990/Schweden
Dieser Artikel behandelt die schwedische Fußballnationalmannschaft bei der Fußball-Weltmeisterschaft 1990.

## Qualifikation
| England  | - | Schweden | 0:0 |
| Albanien | - | Schweden | 1:2 |
| Schweden | - | Polen    | 2:1 |
| Schweden | - | England  | 0:0 |
| Schweden | - | Albanien | 3:1 |
| Polen    | - | Schweden | 0:2 |

## Schwedisches Aufgebot
| Nr.               | Name              | Verein vor WM-Beginn    | Geburtstag | Spiele   | Tore     | Gelbe Karte | Rote Karte |
| Torhüter          | Torhüter          | Torhüter                | Torhüter   | Torhüter | Torhüter | Torhüter    | Torhüter   |
| ----------------- | ----------------- | ----------------------- | ---------- | -------- | -------- | ----------- | ---------- |
| 1                 | Sven Andersson    | Örgryte IS              | 06.10.1963 | 0        | 0        | 0           | 0          |
| 12                | Lars Eriksson     | IFK Norrköping          | 21.09.1965 | 0        | 0        | 0           | 0          |
| 22                | Thomas Ravelli    | IFK Göteborg            | 13.08.1959 | 3        | 0        | 0           | 0          |
| Abwehrspieler     |                   |                         |            |          |          |             |            |
| 2                 | Jan Eriksson      | AIK Solna               | 24.08.1967 | 0        | 0        | 0           | 0          |
| 3                 | Glenn Hysén       | FC Liverpool            | 30.10.1959 | 2        | 0        | 0           | 0          |
| 4                 | Peter Larsson     | Ajax Amsterdam          | 08.03.1961 | 3        | 0        | 0           | 0          |
| 5                 | Roger Ljung       | Young Boys Bern         | 08.01.1966 | 1        | 0        | 0           | 0          |
| 6                 | Roland Nilsson    | Sheffield Wednesday     | 27.11.1963 | 3        | 0        | 0           | 0          |
| 14                | Joakim Nilsson    | Malmö FF                | 31.03.1966 | 3        | 0        | 1           | 0          |
| 19                | Mats Gren         | Grasshopper Club Zürich | 20.12.1963 | 1        | 0        | 0           | 0          |
| Mittelfeldspieler |                   |                         |            |          |          |             |            |
| 7                 | Niclas Nylén      | Malmö FF                | 21.03.1966 | 0        | 0        | 0           | 0          |
| 8                 | Stefan Schwarz    | Malmö FF                | 18.04.1969 | 3        | 0        | 1           | 0          |
| 9                 | Leif Engqvist     | Malmö FF                | 30.07.1962 | 1        | 0        | 0           | 0          |
| 10                | Klas Ingesson     | IFK Göteborg            | 20.08.1968 | 3        | 0        | 0           | 0          |
| 11                | Ulrik Jansson     | Östers IF               | 02.02.1968 | 0        | 0        | 0           | 0          |
| 13                | Anders Limpar     | US Cremonese            | 24.09.1965 | 2        | 0        | 0           | 0          |
| 15                | Glenn Strömberg   | Atalanta Bergamo        | 05.01.1960 | 3        | 1        | 1           | 0          |
| 16                | Jonas Thern       | Benfica Lissabon        | 20.03.1967 | 2        | 0        | 1           | 0          |
| Stürmer           |                   |                         |            |          |          |             |            |
| 17                | Tomas Brolin      | IFK Norrköping          | 29.11.1969 | 3        | 1        | 0           | 0          |
| 18                | Johnny Ekström    | AS Cannes               | 05.03.1965 | 2        | 1        | 0           | 0          |
| 20                | Mats Magnusson    | Benfica Lissabon        | 10.07.1963 | 1        | 0        | 0           | 0          |
| 21                | Stefan Pettersson | Ajax Amsterdam          | 22.03.1963 | 3        | 0        | 0           | 0          |
| Trainer           |                   |                         |            |          |          |             |            |
|                   | Olle Nordin       |                         | 23.11.1949 |          |          |             |            |

## Spiele der schwedischen Mannschaft

### Vorrunde
- Brasilien –  Schweden 2:1 (1:0)

Stadion: Stadio delle Alpi (Turin)
Zuschauer: 62.628
Schiedsrichter: Lanese (Italien)
Tore: 1:0 Careca (40.), 2:0 Careca (63.), 2:1 Brolin (79.)
- Schottland –  Schweden 2:1 (1:0)

Stadion: Stadio Luigi Ferraris (Genua)
Zuschauer: 31.823
Schiedsrichter: Maciel (Paraguay)
Tore: 1:0 McCall (10.), 2:0 Johnston (80.) 11 m, 2:1 Strömberg (86.)
- Schweden –  Costa Rica 1:2 (1:0)

Stadion: Stadio Luigi Ferraris (Genua)
Zuschauer: 30.223
Schiedsrichter: Petrović (Jugoslawien)
Tore: 1:0 Ekström (32.), 1:1 Flores (75.), 1:2 Medford (88.)
Brasilien hatte sich unter Trainer Lazaroni eine äußerst defensiv angelegte Taktik angewöhnt. Das Resultat in der Gruppe C waren drei knappe Siege des Ex-Weltmeisters, die den Gruppensieg bedeuteten, aber die Zuschauer aufgrund der dürftigen Vorstellungen enttäuscht zurückließen. Sensationell war der Auftritt Costa Ricas, das die Schotten und die Schweden 1:0 und 2:1 ausknockte und hinter sich ließ. Die Schotten konnten wenigstens noch einen 2:1-Erfolg gegen die Skandinavier verbuchen, mussten aber auch die Heimreise antreten.